# Jeremy Dudziak
Jeremy Dudziak (Amburgo, 28 agosto 1995) è un calciatore tedesco naturalizzato tunisino, difensore dell'Hertha Berlino.

## Caratteristiche tecniche
È un centrocampista centrale.

## Carriera

### Club
Nel 2015 ha giocato 3 partite nella prima divisione tedesca con il Borussia Dortmund; in seguito, ha giocato in seconda divisione con St. Pauli ed Amburgo.

### Nazionale
Nel 2015 è stato convocato dalla nazionale Under-20 tedesca per disputare i Mondiali di categoria.